# Zalophus californianus
El lobo marino de California o León marino de California (Zalophus californianus) es una especie de mamífero carnívoro de la familia de los otáridos que vive  en las costas del norte del Pacífico desde Canadá hasta la península de Baja California en México. 

## Características
Es notorio el dimorfismo sexual, ya que los machos pesan entre 300 y 380 kg y alcanzan unos 2,4 m de largo, mientras las hembras apenas alcanzan 80 a 120 kg y entre 1,8 y 2 m. Los machos adultos tienen una cresta sagital pronunciada.
Tiene un cuerpo hidrodinámico, con una capa de grasa debajo de la piel, para proporcionar calor y flotabilidad. El manto es de color castaño achocolatado. Sus ojos grandes le ayudan a compensar los niveles bajos de la luz en el ambiente subacuático, mientras que sus bigotes incrementan su sentido del tacto. Las ventanas de su nariz se cierran automáticamente una vez tocan el agua. Sus aletas delanteras largas rotan hacia fuera para un mejor movimiento en tierra, y las propulsan hacia adelante en el agua, donde permanecen el mayor tiempo posible.

## Biología y ecología
Se alimenta de peces y moluscos. Son muy sociables y se los encuentra en grupos  numerosos, en acantilados, costas y aún en los muelles y bollas de navegación. Los machos son territoriales y tienen harenes de unas quince hembras cada uno. Usualmente se aparean entre mayo y junio y las hembras tienen una cría que nace en tierra o agua a los 12 meses de gestación. Son los únicos mamíferos cuya leche solo contiene 0,6% de lactosa.
Cuando están acalorados dentro del agua sacan a la superficie una de sus aletas laterales. Los machos emiten grandes sonidos para marcar el territorio, motivo por el cual se les puso el nombre que reciben.

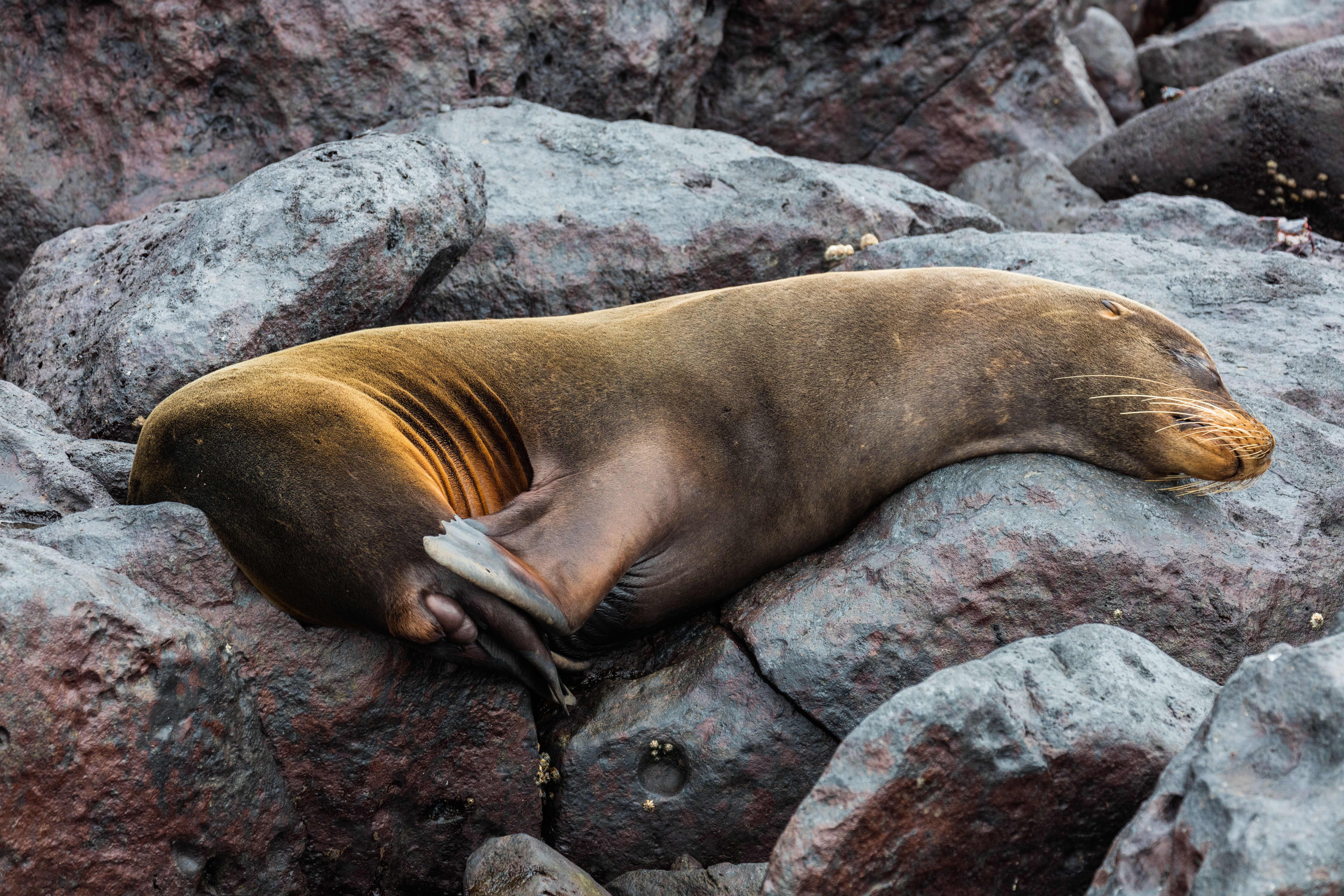
León marino de Galápagos (Zalophus californianus wollebaeki), isla Lobos, islas Galápagos, Ecuador.